# ماك بيرسيفال
ماك بيرسيفال (بالإنجليزية: Mac Percival)‏ هو لاعب كرة قدم أمريكية أمريكي، ولد في 26 فبراير 1940 في فيرنون في الولايات المتحدة.

## وصلات خارجية
- ماك بيرسيفال على موقع كلية كرة السلة في سبورتس رفرنس.كوم (الإنجليزية)
- ماك بيرسيفال على موقع مرجع كرة القدم المحترفة.كوم (الإنجليزية)